# Chioneosoma tedshenense
Chioneosoma tedshenense är en skalbaggsart som beskrevs av Semenov 1895. Chioneosoma tedshenense ingår i släktet Chioneosoma och familjen Melolonthidae. Inga underarter finns listade i Catalogue of Life.